# Шотландия в Высоком Средневековье

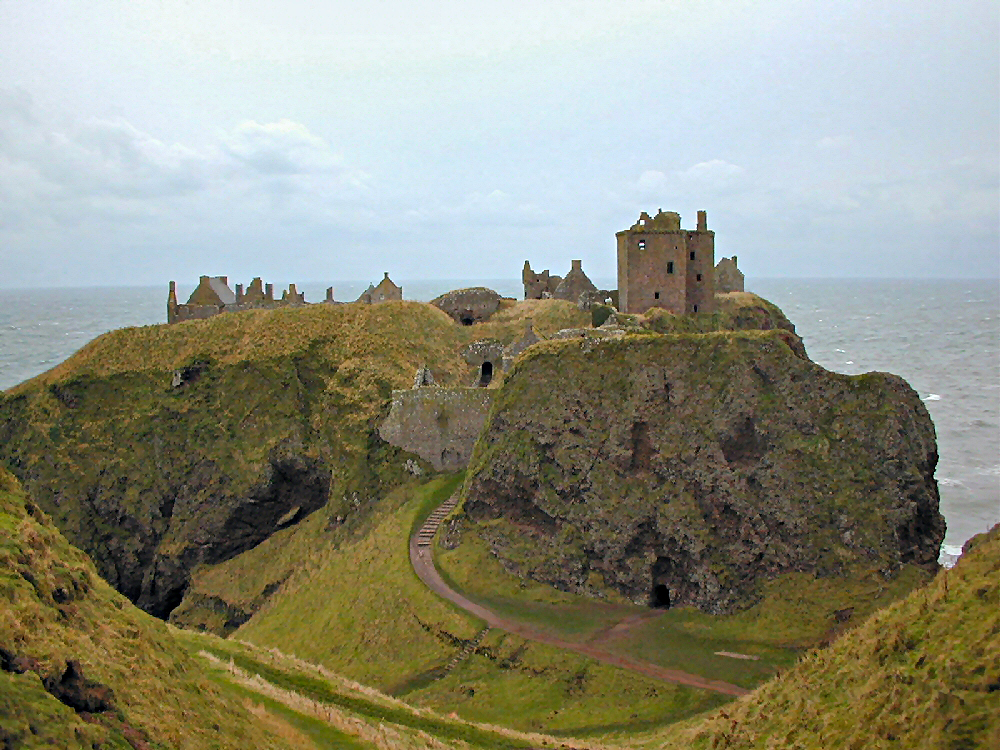
Замок Данноттар в графстве Кинкардин занимает одно из лучших оборонительных мест в Великобритании. Место находилось в использовании на протяжении всего Высокого Средневековья, и сам замок относится к XIII веку.

Высокое Средневековье в Шотландии — период истории Шотландии между смертью короля Дональда II в 900 году и смертью короля Александра III в 1286 году, ставшей косвенной причиной Войн за независимость страны.
В конце IX века различные конкурирующие королевства занимали территорию современной Шотландии. На северных и западных островах господствовало скандинавское влияние, на юго-западе — бриттская культура, на юго-востоке — англосаксонское королевство Нортумбрия и на востоке, к северу от реки Форт — пиктское и гэльское королевство Альба. К X и XI векам на севере острова Великобритания всё больше преобладала гэльская культура и королевство Альба. Это находит отражение в разных названиях страны: по-гэльски «Alba», по-латински «Albania» или «Scotia» (от гэльского племени скоттов) и по-английски «Scotland». Со своей базы на востоке королевство Альба приобрело контроль над югом и, в конечном счёте, над западом и большей частью севера.
Начиная с правления Давида I возросло норманнское влияние, и монархи стали предпочитать французскую культуру родной гэльской. Следствием этого явилось распространение французских институтов и социальных ценностей, в том числе и Канонического права. В эту же эпоху появились первые города, названные бургами, и в то время, как они распространялись, распространялся также и среднеанглийский язык. Эти события были компенсированы приобретением скандинавско-гэльского запада и гэлизацией многих знатных семей англо-французского происхождения. К концу этого периода Шотландия пережила " гэльское возрождение ", создавшее более интегрированную шотландскую национальную идентичность. К 1286 году Королевство Шотландия имело политические границы, похожие на границы современной страны. Экономические, институциональные, культурные, религиозные и правовые изменения привели Шотландию ближе к своим соседям, Англии и континентальной Европе, хотя сторонние наблюдатели продолжали смотреть на Шотландию, как на провинциальное, даже дикое место.

## Историография
Шотландия в Высоком Средневековье является относительно хорошо изучённой темой и медиевисты издали широкий спектр публикаций по этому периоду. Некоторые историки, как Дэвид Дамвил, Томас Оуэн Клэнси и Довит Браун, в первую очередь интересуются исконными культурами страны, используя своё владение кельтскими языками. С другой стороны, норманисты изучают французскую и англо-французскую культуры, и их утверждение в Шотландии после XI века. В частности, это Джордж Бэрро. На протяжении большей части XX века историки этого периода, как правило, подчёркивали произошедшие в Шотландии культурные изменения. Недавно некоторые учёные, например, Синтия Невилл и Ричард Орам, начали подчёркивать и преемственность с гэльским прошлым.
С момента публикации в 1987 году «Scandinavian Scotland» Барбары Кроуфорд наблюдается рост числа работ, посвящённых пониманию норвежского влияния в этот период. Однако, с тех пор, как в 849 году перед лицом вторжений викингов мощи Колумбы были изъяты с острова Айона, письменные документы из районов, находящихся под скандинавским влиянием, исчезают на триста лет. Таким образом, источники информации о Гебридских островах, да и о большей части северной Шотландии с VIII по XI век почти исключительно ирландские, английские или норвежские. Основные норвежские документы были написаны в начале XIII века и должны рассматриваться с осторожностью. Английские и ирландские источники более современны, но по словам историка Элекса Вулфа, возможно, что они «привели к южному уклону в истории», тем более, что большая часть Гебридского архипелага стала регионом, где господствовал норвежский язык.
Для периода Высокого Средневековья в Шотландии также существуют разные традиционные клановые истории, начиная с XIX века, такие как «монументальная» книга «The Clan Donald», и значительный корпус материала от гэльской устной традиции. Однако, ценность этих источников сомнительна.

## Королевство Альба

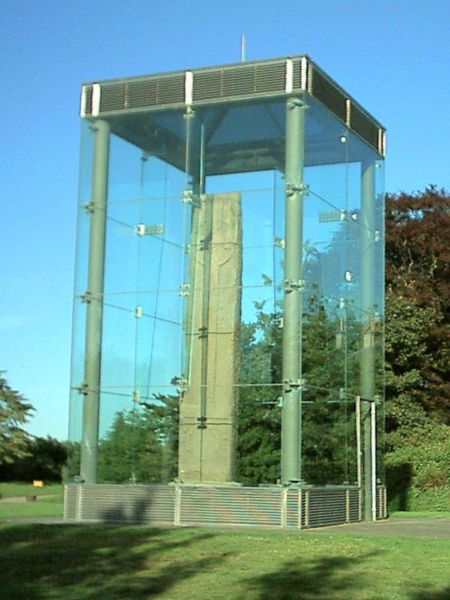
Пиктский Камень Суэна в Форресе в бывшем королевстве Фортриу; предположительно, памятник некой военной победе

В конце IX века территорию Шотландии занимали различные политические объединения. На востоке появилось Королевство Альба, на западе под влиянием Норвегии образовалось Королевство Островов. В это время ключевой фигурой был норвежский правитель Рагналл Уа Имар, хотя неизвестно до какой степени он правил территорией северо-западной Шотландии и островов, так как источники умалчивают по этому вопросу.
В 870 году скандинавский клан Уа Имар (Уа Иварь) захватил замок Дамбартон, столицу королевства Стратклайд. Это было крупное нападение, приведшее, возможно, всю Шотландию под временное управление рода Уа Имар. В VII веке юго-восток Шотландии был присоединён к англосаксонскому королевству Берниция-Нортумбрия. Галлоуэй на юго-западе был поместьем лорда с определённой степенью королевского суверенитета. В галлоуэйском уставе от царствования Фергуса, правитель называл себя по-латински «rex Galwitensium», королём Галлоуэя. На северо-востоке правил Мормэр Морея, которого в скандинавских и ирландских источниках называли «королём», а также «королём Альбы» (до времени короля Мэля Снехте).
Однако, когда в замке Данноттар в 900 году умер Домналл мак Каусантинь, он был первым человеком, записанным в истории как «rí Alban» и его царство явилось ядром будущего расширения гэльской власти при уменьшении влияния викингов и других сил. В X веке альбанская элита приступила к разработке мифа завоевания, чтобы объяснить увеличение гэльской культуры за счёт пиктской. Этот миф, известный как «Макальпинская измена», описывает как Кеннет Макальпин, как предполагается, уничтожил пиктов одним военным действием. Тем не менее, современные историки теперь начинают отвергать эту концепцию происхождения Шотландии. Об этом завоевании нет современных ему источников. Кроме того, гэлизация пиктов была длительным процессом, предшествовавшим Кеннету. Например, уже до его царствования некоторые пиктские правители говорили на гэльском и покровительствовали гэльским поэтам, и существует ряд гэльских надписей и топонимов. Изменение идентичности можно объяснить исчезновением пиктсткого языка, а также осуществлённой Константином II скотизацией «пиктской» церкви и потрясением, вызванным викингскими вторжениями, наиболее сильными в Фортриу, сердце пиктской земли.

## Территории под влиянием Скандинавии

### Королевство Островов
Королевство Островов состоял из Гебридских островов, островов Ферт-оф-Клайд и острова Мэн с IX до XIII века. Острова были известны норвежцам как «Suðreyjar», то есть «южные острова», в отличие от «Norðreyjar», «северные острова» — Оркнейские и Шетландские острова, которыми владели графы Оркни в период всего Средневековья в качестве вассалов норвежской короны.

Различные королевства Шотландии около 1100 года

После Рагналла Уа Имара следующим королём в источниках является Анлав Кваран, воевавший в битве при Брунанбурге в 937 году и ставший королём Нортумбрии. В следующие годы в норвежских источниках также перечисляются такие правители, как Харальд IV Гилли, Сигурд Хлодвирссон, Хакон Эйрикссон и Торфинн Сигурдссон, все вассалы королям Норвегии или Дании.
С 1079 года Годред Крован стал правителем Дублина и Мэна и в первые годы XII века династия Крованов заявила о себе, и в течение следующего полувека правила как «Короли Мэна и Островов». Затем королевство отделилось в связи с действиями Сомерледа, чьи сыновья унаследовали южные Гебриды, в то время как мэнские правители продолжали править северными Гебридами ещё век.

### Север
Скандинавское влияние на Шотландию достигло зенита в середине XI века во времена Торфинна Сигурдссона, который пытался создать единое политическое и церковное государство, простиравшееся от Шетландских островов до Мэна. Поэтому, постоянные скандинавские владения в Шотландии в то время должны были включать по крайней мере четверть площади современной Шотландии, острова Клайда (574 км²), внутренние Гебриды (4158 км²), внешние Гебриды (3070 км²), Кейтнесс и Сазерленд (7051 км² вместе). Площадь викингской Шотландии была даже больше, если учитывать норвежские названия мест в Аргайле и на юго-западе.
К концу XI века норвежская корона признала Кейтнесс владением графов Оркни как вассалов королей Шотландии, хотя его норвежский характер сохранялся на протяжении XIII века. Рагналл Мак Гофрайд получил Кейтнесс после того, как оказал помощь шотландскому королю в борьбе с Харальдом Маддадсоном, графом Оркни в начале XIII века.

### Юго-запад

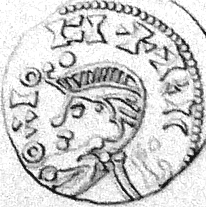
Монета с изображением Магнуса III Голоногого, короля Норвегии (1093—1103)

К середине X века Амлаибь Куаран контролировал Риннс, в регионе, впоследствии получившем название Галлоуэй от словосочетания Галл-Гайдел, «иностранные гэлы», показывавшего на смесь викингского и гэльско-ирландского населений. В XI веке Магнус III Голоногий, предположительно, «покорил народ Гэллоуэй», и Уитхорн был центром ирландско-норвежских мастеров, торговавших по Ирландскому морю в конце первого тысячелетия. Тем не менее, топонимические, письменные и археологические свидетельства об обширном норвежском (и не норвежско-гэльском) поселении в этом районе не убедительны.
Единица измерения «ounceland» (мера земли, на которой вассал был должен феодалу одну унцию серебра) получила широкое распространение по западному побережью, включая большую часть Аргайла и большую часть юго-запада, кроме области вблизи внутреннего Солуэй-Ферта. В Дамфрисе и Галлоуэе топонимические доказательства сложны, указывают на смесь гэльского, норвежского и датского влияний (датское влияние, скорее всего, связано с контактами с обширными датскими владениями в северной Англии). Несмотря на то, что шотландцы получили бо́льший контроль после смерти Гилле Бригте и восшествия Лохланна в 1185 году, Галлоуэй не был полностью поглощён Шотландией до 1235 года, после того, как восстание галлоуэйцев было подавлено.

## Стратклайд
В первые годы средневековья основным языком Стратклайда и других частей «Древнего Севера» был кумбрийский — бриттский диалект, близкий древневаллийскому языку. Между 1018 и 1054 годами королевство было завоевано шотландцами, скорее всего, при Малькольме II, умершем в 1034 году. В это время территория Стратклайда простиралась на юг до реки Деруэнт. В 1054 году английский король Эдуард Исповедник отправил эрла Сиварда Нортумбрии против шотландцев и их короля Макбета. К 1070-м годам, если не раньше, во время правления Малькольма III, возможно, что шотландцы снова контролировали Стратклайд, хотя в 1092 году король Англии Вильгельм II присоединил южную часть. В 1107 году территория была предоставлена Александром I своему брату Давиду, впоследствии ставшему королём Давидом I.

## Королевство Альба или Скотия

### Гэльские короли: от Дональда II до Александра I

«Пиктский зверь» — самое распространённое изображение животного на пиктских камнях c неясным политическим или мифологическим смыслом

Прозвище Дональда II было «dásachtach», означающее «сумасшедший» или (в раннем ирландском законодательстве) человек, не умеющий контролировать себя и, следовательно, без юридической ответственности. Долгое правление (900—942/943) его преемника Константина часто считается ключевым моментом в формировании Королевства Альба.
Период между вступлениями на престол Малькольма I и Малькома был отмечен хорошими отношениями с английскими королями Уэссекса. Несмотря на интенсивную внутреннюю династическую раздроблённость, шотландские короли вели относительно успешную экспансионистскую политику. В 945 году Малькольм I получил Стратклайд, как часть сделки с английским королём Эдмундом I, но с другой стороны он потерял контроль над Мореем. При Индульфе (954—962) шотландцы захватили крепость «oppidum Eden», то есть Эдинбург. Шотландский контроль Лотиана был усилен в результате победы Малькольма II над Нортумбрией в битве при Кархаме (1018). С второй половины IX века шотландцы имели, вероятно, немного власти в Стратклайде, и это королевство сохранило своих собственных правителей, и возможно, шотландцы не всегда были достаточно сильны, чтобы осуществлять здесь полный контроль.
Правление короля Дункана I, начавшееся в 1034 году, было омрачено неудачными военными авантюрами, и он был побеждён и убит Макбетом, мормэром Морея, который стал королём в 1040 году. Семнадцатилетнее правление Макбета было мирным, так что король смог оправиться в паломничество в Рим. Однако, потом он был свергнут Малькольмом, сыном Дункана. Несколько месяцев спустя Малькольм победил Лулаха, пасынка и преемника Макбета, и стал королём Малькольмом III. В последующей средневековой пропаганде правление Дункана было изображено положительно, в то время как репутация Макбета была очернена. Шекспир последовал этой искажённой истории в описании обоих королей и королевы Груох в пьесе «Макбет».

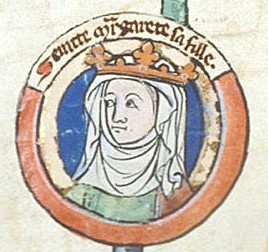
Маргарита, жена Малькольма, из более поздней генеалогической книги

Именно Малькольм III, а не его отец Дункан, сделал больше, чтобы создать Данкельдскую династию, правившею Шотландией в течение следующих двух столетий. Частью его ресурсов оказалось большое количество детей, может быть, целых двенадцать, через брак с вдовой или дочерью Торфинна Сигурдссона, а потом от брака с англо-венгерской принцессой Маргаритой, внучкой Эдмунда Железнобокого. Тем не менее, несмотря на женитьбу на англосаксонке, Малькольм провёл большую часть царствования в набегах против англичан для захвата рабов, увеличивая беды этого народа в период после нормандского завоевания и «Разгрома севера». Мариан Скот пишет, что «гэлы и французы опустошили англичан, и англичане были рассеяны и умерли от голода и были вынуждены есть человеческую плоть».
Королева Маргарита, жена Малькольма, была сестрой претендента на английский престол Эдгара Этелинга. Этот брак, вместе с набегами Малькольма на северную Англию, побудил вмешательства в дела Шотландии нормандских правителей Англии. Король Вильгельм I Завоеватель вторгся в страну, и Малькольм подчинился его власти, передав старшего сына в качестве заложника. С 1079 года были разные пограничные конфликты, а в битве у Алника в 1093 году погибли сам Малькольм и его старший сын от Маргариты Эдуард.
В соответствии с традицией брат преемником Малькольма стал бы Дональд, его брат, но кажется, что Эдвард, старший сын короля от Маргариты, был его избранником. Так как Малькольм и Эдвард умерли в том же бою и другие королевские сыновья в Шотландии были молоды, Дональд вступил на престол. Однако Дункан II, старший сын Малькольма от его первой жены, получил некоторую поддержку со стороны английского короля Вильгельма Рыжего и занял трон. Согласно Англосаксонской хронике в 1094 году его английские и французские приверженцы были уничтожены, и позже в том же году сам Дункан был убит союзником Дональда Маэл-Петарем Мирнза. В 1097 году Вильгельм Рыжий послал другого сына Малькольма, Эдгара, чтобы он стал королём. После смерти Дункана Эдгар добился престола, и последовал период относительного мира. Правления и Эдгара и его преемника Александра неясны по сравнению с их преемниками. Наиболее заметным актом первого была отправка верблюда (или, возможно, слона) другому гэльскому монарху, Муйрхертаху Уа Бриайну, высокому королю Ирландии. Когда Эдгар умер, Александр вступил на трон, а его младший брат Давид стал принцем Камбрии.

### Шотландско-нормандские короли: от Давида I до Александра III

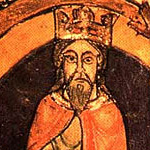
Изображение Давида I, благочестивого шотландско-нормандского короля-реформатора

Между вступлением на престол Давида I и смертью Александра III шотландские короли зависели от королей Англии и имели относительно хорошие отношения с ними. Этот период был отмечен большими историческими изменениями, бывшими частью более общего явления «европеизации». В то же время королевская власть была успешно введена в большей части страны. Однако, короли, как Вильгельм I, стали несколько равнодушными к культуре большинства своих подданных. Как писал Уолтер из Ковентри, «современные же шотландские короли больше признают себя французами, как по роду, так по нравам, языку и образу жизни, и шотландцы [гэлы] доведены до крайнего рабства, только французов в хозяйство и в свиту назначают».
Такое положение не осталось без последствий. Как рассказывает Вильям Ньюбургский, в 1174 году после захвата Вильгельма в Алнике шотландцы ополчились на небольшое количество в своих рядах англоговорящих и франкоговорящих. Потом произошли подобные нападения в самой Шотландии. Два с половиной столетия спустя, Вальтер Бауэр описал это как «весьма несчастное и широкое преследование англичан как в Шотландии, так и в Галлоуэе».

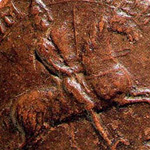
Печать Вильгельма I, известного как «Guillaume le Lion». Его название среди коренных шотландцев, вероятно, было «Uilleam Garbh» (то есть «Вильгельм Грубый»)

Сильное сопротивление шотландские короли впервые встретили со стороны Оэнгуса (Ангуса), мормэра Морея. Другими важными противниками их власти являлись Сомерлед, Фергус из Галлоуэя, Гилле Бригте из Галлоуэя, Харальд Маддадссон, а также роды Макхетов и Маквильямов. Угрозы последних был настолько серьёзны, что после их поражения в 1230 году, шотландский король приказал публично казнить девочку, оказавшуюся последней в роде Маквильямов. Согласно Ланеркостской летописи: «Передают, что в бурге Форфаре перед взором площади дочь того же Маквильяма, ещё недавно из чрева матери произведённая, невинная, была убита после речи глашатая, и что голова её была брошена на столб креста и мозг был выбит».
Многие из этих противников сотрудничали между собой и получали поддержку не только от окружающих гэльских регионов Галлоуэя, Морея, Росса и Аргайла, но также и от восточной части центральной Шотландии и других районов, населённых гэлами. Однако, к концу XII века шотландские короли стали привлекать к управлению природных гэльских господ, таких как Лохланн, лорд Галлоуэя, и Фарквхар Мактаггарт, чтобы использовать их в своих целях.
При Александре III после злополучного вторжения Хокона Хоконссона и неопределённого исхода битвы при Ларгсе шотландцы сумели присоединить оставшуюся часть западного побережья в ущерб норвежцам. После завоевания запада, создания мормэрства Каррика в 1186 году и присоединения лордства Галлоуэя после Галлоуэйского восстания Гилле Руада в 1235 году, носители гэльского языка составляли большинство населения, несмотря на то, что период называется нормандским. гэльская, нормандская и саксонская культуры начали сливаться, создавая условия, при которых Роберт I вышел победителем в войнах за независимость, вспыхнувших после смерти Александра III.

## География

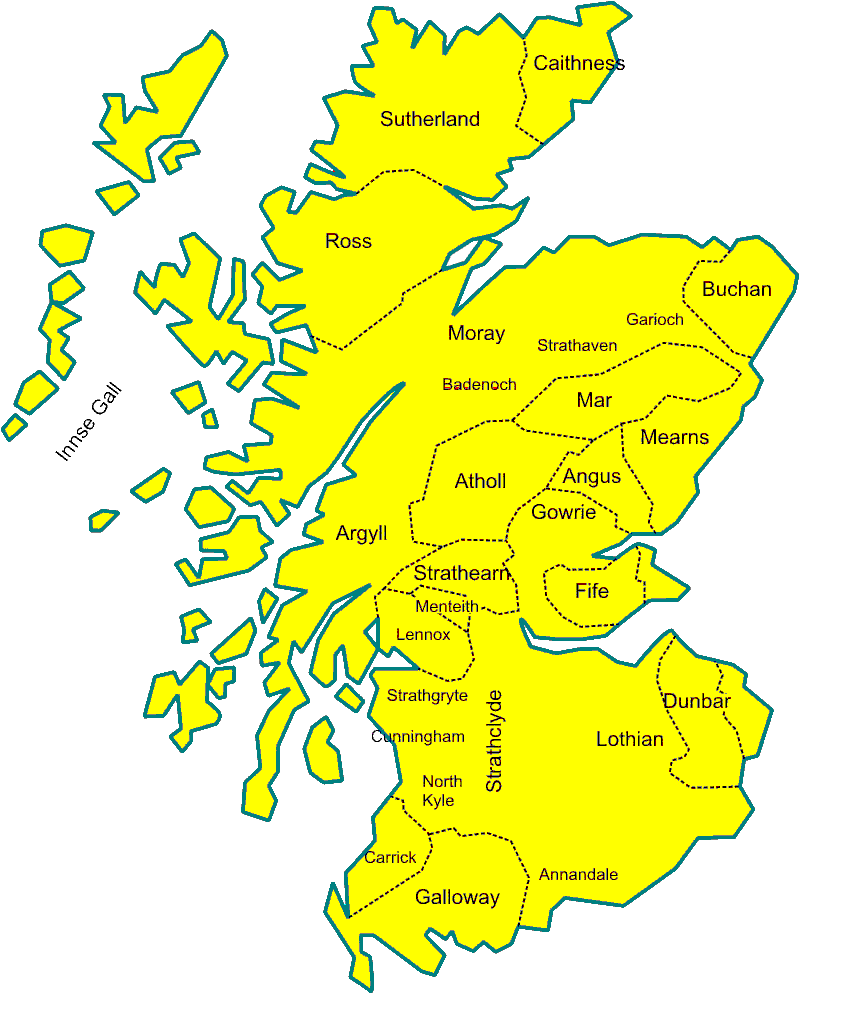
Карта графств и других лордств Шотландии около 1230 года

В начале этого периода границы Альбы содержали лишь небольшую часть современной Шотландии. Даже после присоединения земель в X—XI веках, в источниках название «Scotia» обозначало только регион между реками Форт и Спей, и центральными Грампианскими горами. И только со второй половины XII века стало обозначать все земли под властью шотландских королей. В конечном счёте в Йоркском (1237) и Пертском (1266) договорах были установлены границы королевства Шотландии с Англией и Норвегией, близкие к современным границам. Впоследствии шотландцы потеряли Берик и остров Мэн в пользу англичан, а в XV веке получили Оркнейские и Шетландские острова от норвежцев.
Геологи разделяет Шотландию на пять основных регионов: южную возвышенность, среднюю низменность, северное нагорье, северо-восточную прибрежную равнину и острова. Некоторые регионы ещё разделены горами, крупными реками и болотами. В высоком средневековье большинство регионов имели тесные культурные и экономические связи с другими странами: Англией, Ирландией, Скандинавией и континентальной Европой. Внутренние коммуникации были сложны, и в стране не было ясного географического центра. При Малькольме III Данфермлин стал важным центром монархии, а при Давиде I Эдинбург использовался как королевская резиденция, но, возможно, из-за близости и уязвимости по отношению к Англии, он не стал официальной столицей в этот период.
Расширение Альбы в большее королевство Шотландии было постепенным процессом, сочетающим внешнее завоевание и подавление случайных бунтов с расширением феодальной власти путём эффективных агентов короны. Соседние независимые короли были подчинены Альбе и в конце концов исчезли из истории. В XIX веке стал появляться термин «мормэр», означающий «большой управляющий» и описывающий правителей Мори, Бьюкена, Ангуса и Мернса, которые, возможно, служили королевству как «marcher lords» (пограничные лорды), противостоящие викингской угрозе. Последующий процесс консолидации связан с феодализмом, введённым Давидом I, особенно на востоке и юге страны где власть короля была наиболее сильна, который включал создание поместий и замков лордов и округов, управляемых шерифами, которые перекрывали схему местных тэнов. В то же период в документах шотландского мормэра стали заменять английский «earl» и латинский «comes». В результате Шотландия стала «гибридным королевством, в котором гэльские, англосаксонские, фламандские и норманнские элементы все соединились под „норманнизироваными“, а тем не менее родными линиями королей».

## Экономика и общество

### Экономика

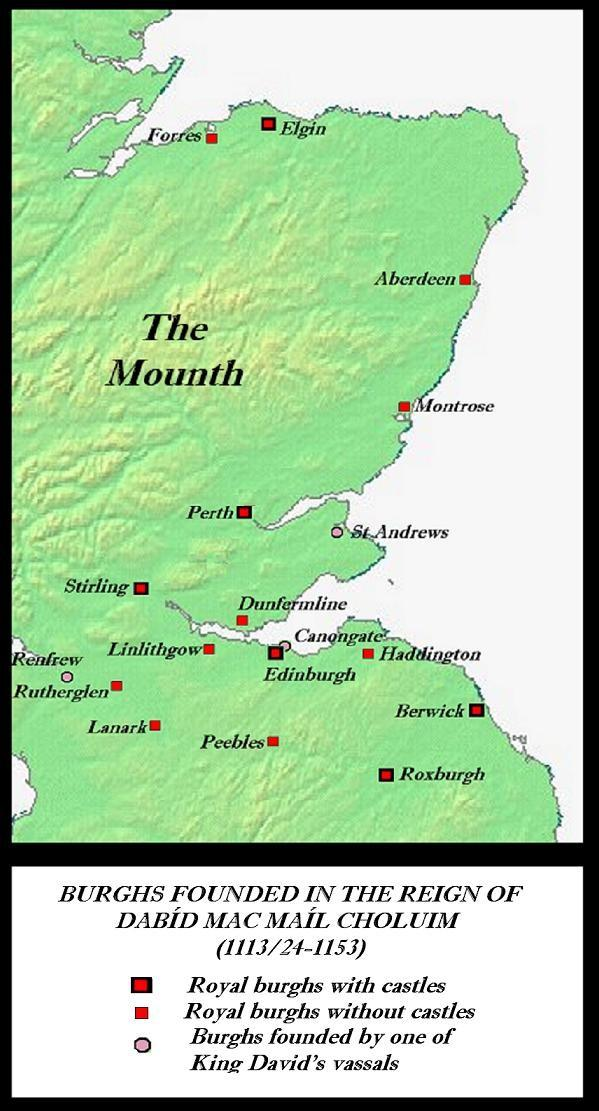
Бурги, созданные в Шотландии до вступления Малькольма; по существу первые города страны.

В экономике Шотландии этого периода доминировали сельское хозяйство и местная торговля. Но доля внешней торговли, вместе с доходами от военного грабежа, постепенно увеличивалась. Хотя к концу высокого средневековья монеты заменяли бартерные товары, в течение большей части периода большинство обмена осуществлялось без использовании металлических денег.
В этот период большинство сельскохозяйственных богатств Шотландии происходило из скотоводства, а не хлебопашества. В «норманнский период» земледелие значительно возросло, но с географическими различиями: в низменных районах в большей степени занимались хлебопашеством, чем в Высокогорье, Галлоуэе и Южном нагорье. Галлоуэй, по словам Г. У. С. Барроу, «уже известный своим крупным рогатым скотом, был настолько пастушеским, что в этом регионе есть мало свидетельств земли в любой постоянной обработке, за исключением побережья Солуэй-Ферта». Среднее количество земли, использованное земледельцем в Шотландии, наверное, было около 26 акров (11 га). Местные шотландцы предпочитали скотоводство, и гэльские лорды отдавали много земли французским и английским поселенцам, но цепко держались за нагорные районы, что, возможно, способствовало разделению между Хайлендом (вместе с Галлоуэем) и Лоулендом, которое возникло в Шотландии в позднее Средневековье. Основной единицей измерения земли в Шотландии являлся «davoch» (что означает «ванна»), названный «arachor» в Ленноксе, а также известный как «Scottish ploughgate» («шотландская запашка»). В англоязычном Лотиане назывался просто «ploughgate». Возможно, он имел размер 104 акра (0,42 км²), разделённый на четыре рата (rath). Говядина, свинина и сыр были главными продуктами питания из широкого спектра сельскохозяйственной продукции, включающей также овец, рыбу, рожь, ячмень, пчелиный воск и мёд.
Давид I основал первые привилегированные бурги в Шотландии, копируя хартии и «leges burgorum» (правила почти о каждом аспекте жизни и работы) едва не дословно из английских обычаев Ньюкасла. Первыми горожанами были фламандцы, англичане, французы и немцы, а не гэльские шотландцы. В городских документах использовались только германские и французские термины. Советы, управлявшие отдельными бургами, назывались «lie doussane», что означает «дюжина».

### Демография и языки
Сведения о численности населении Шотландии в период Высокого Средневековья неизвестны. Первый достоверный учёт, сделанный значительно позже, в 1755 году, показывает численность 1 265 380 человек. В более ранние периоды, по лучшим оценкам, население составляло между 500 000 и 1 000 000 человек, постепенно увеличиваясь. 
В течение этого периода большинство людей в Шотландии говорили на гэльском языке, который тогда назывался по-английски «Scottish» и на латыни «lingua Scotica». Другими языками страны являлись древнескандинавский и английский. Кумбрийский язык исчез между 900 и 1100 годами. Пиктский язык, возможно, выжил в этот период, но доказательства его присутствия слабы. После вступления на престол Давида I, или, возможно, раньше, гэльский перестал быть основным языком королевского двора. С его царствования до конца периода шотландские монархи, вероятно, предпочитали французский, о чём свидетельствуют хроники, литература и переводы административных документов того времени на этот язык. Английский, вместе с французским и фламандским, стал основным языком шотландских бургов, но их население было ещё довольно незначительным.

### Общество
Гэльское общество до норманнов
Эта модель основана на ранних гэльских юридических текстах. Терминология в шотландских латинских источниках была совсем другой.
- Nemed (священный человек, высший ранг)
  - Ard rí (высокий король)
  - Rí ruirech (провинциальный король)
  - Rí túath (племенной король)
  - Flaith (лорд)
- Nemed, не правящие
  - Священнослужители
  - Fili (поэты)
- Dóernemid (буквально, «несвободный nemed»)
  - Brithem (торговец, арфист, и т. д.)
- Saoirseach (свободный человек)
  - Bóaire (лорд скота)
  - Ócaire (маленький лорд)
  - Fer midboth (полунезависимая молодёжь)
  - Fuidir (полусвободный человек)
- Несвободные
  - Bothach (крепостной)
  - Senchléithe (наследственный крепостной)
  - Mug (раб)

В юридическом трактате «Leges inter Brettos et Scottos», составленном, наверное, в царствование Давида I, подчеркивается важность родственной группы, имевшей право на компенсацию за убийство отдельных членов. В нём также перечислены пять рангов людей: король, comes (граф), тан, ogthiern (младший лорд) и rustici (крестьяне).

## Национальная идентичность

Королевский штандарт Шотландии, впервые принятый королём Вильгельмом I (1143—1214)

В период Высокого Средневековья слово «Scot» («шотландец») не использовалось большинством шотландцев, за исключением общения с иностранцами, среди которых оно было распространено. Шотландцы называли себя «Albanach» или «Gaidel». И «Scot» и «Gaidel» были этническими терминами, которые связывали их с жителями Ирландии. Как отмечает автор «De Situ Albanie» в начале XIII века, «название Arregathel [Аргайл] означает край шотландцев или ирландцев, потому что всех шотландцев и ирландцев, как правило, называют „Gattheli“».
Кроме того, жители англоязычных и норвежскоязычных регионов были этнически связаны с другими регионами Европы. В Мелроузе люди могли читать вслух религиозную литературу на английском языке. В конце XII века лотианский писатель Адам Драйбурга описывает Лотиан, как «землю англичан в королевстве шотландцев». На северных островах норвежский язык превратился в местный язык Норн, существовавший здесь до конца XVIII века, и норвежский также мог быть в ходу в качестве разговорного языка до XVI века на Внешних Гебридах.
Шотландия стала обладать единством, превзошедшим гэльские, английские, норманские и норвежские этнические различия, и к концу этого периода латинское, норманско-французское и английское слово «Scot» использовалось по отношению к любому подданному шотландского короля. Шотландско-норманские монархи, гэльская и шотландско-норманская аристократия все стали частью «Сообщества королевства» (Community of the Realm), в котором этнические различия вызывали меньше разногласий, чем в Ирландии и Уэльсе.

## Комментарии
1. ↑  Амлаибь Конунг и свой брат Ауисьле «опустошили всю Пиктландию и взяли заложников», а позже заняли эту территорию на длительный период[12].
2. ↑  Среди ранних версий следует отметить Житие святого Катроэ Мецкого[16] и генеалогии, прослеживающие происхождение королей до Фергуса Мора мак Эйрк[17]. В царствовании Малькольма III «Дуан Албанах» формализировал миф в гэльской поэтической традиции[18]. В XIII и XIV веках эти мифические традиции были инкорпорированы в документы, ныне находящиеся в Поппльтонской рукописи и в Арбротской декларации. Считались подлинными в ранний современный период и позже. Даже король Яков VI (I) прослеживал своё происхождение до Фергуса, утверждая, что был «монархом, возникающим из расы Фергуса» («Monarch sprunge of Ferguse race»)[19].
3. ↑  Хотя в Саге об оркнейцах утверждается, что речь идёт о Рагналле Мак-Гофрайде, также рассказывается о том, как Ингибёрг Хаконардоттир, дочь графа Хакона Паулссона, была его матерью. На самом деле, она была женой его деда, короля Олафа Годреддсона. Роджер Ховеденский в своём отчёте пишет, что король Вильгельм фактически запросил и получил помощь двоюродного брата Рагналла Мак-Гофрайда — Рагналла Мак-Совайрле. Уильямс (2007) предполагает, что «не имеет значения, о каком Рёгнвалдре [Рагналле] идёт речь, пусть он был внуком Ингибёрги»[41]. МакДональд (2007) опровергает последнюю интерпретацию, основываясь на анализе текста Роджера Ховеденского, сделанного А. М. Дунканом[42].
4. ↑  Например, Дункан был не «старый добрый король, а упрямый молодой король»[60].

### Первичные источники
- Anderson, A. O. Early Sources of Scottish History: AD 500–1286. — Edinburgh, 1922.
- Anderson, A. O. Scottish Annals from English Chroniclers: AD 500–1286. — London, 1908.
- Gerald of Wales. The History and Topography of Ireland / Trans. John O'Meary. — London, 1982.
- Guillaume le Clerc. Fergus of Galloway / Trans. D. D. R. Owen. — London, 1991.
- Pálsson, Hermann. Orkneyinga Saga: The History of the Earls of Orkney. — London: Penguin Classics, 1991.
- Skene, W. F. Chronicles of the Picts and Scots: And Other Memorials of Scottish History. — Edinburgh, 1867.
- Mackie, J. D.[англ.]. A History of Scotland (англ.). — London: Pelican, 1964.